# Mercury Prize
Der Mercury Prize (ehemals: Mercury Music Prize) ist eine jährlich vergebene Auszeichnung für das beste britische Musikalbum der vorangegangenen 12 Monate. Er wurde 1992 erstmals verliehen. Seinem Konzept nach gilt er als Gegenstück zu den von der Musikindustrie dominierten BRIT Awards. Der Name stammt vom ursprünglichen Sponsor, der nicht mehr existierenden Firma Mercury Communications.
Bis 2021 waren nur Künstler mit britischem Pass zugelassen. Eine Kampagne zu Gunsten der japanischstämmigen Sängerin Rina Sawayama änderte dieses. Seither muss der Künstler mindestens 5 Jahre in Großbritannien aktiv sein.

## Preisträger
- 1992: Primal Scream – Screamadelica
- 1993: Suede – Suede
- 1994: M People – Elegant Slumming
- 1995: Portishead – Dummy
- 1996: Pulp – Different Class
- 1997: Roni Size/Reprazent – New Forms
- 1998: Gomez – Bring It On
- 1999: Talvin Singh – OK
- 2000: Badly Drawn Boy – The Hour of Bewilderbeast
- 2001: PJ Harvey – Stories from the City, Stories from the Sea
- 2002: Ms. Dynamite – A Little Deeper
- 2003: Dizzee Rascal – Boy in da Corner
- 2004: Franz Ferdinand – Franz Ferdinand
- 2005: Antony and the Johnsons – I Am a Bird Now
- 2006: Arctic Monkeys – Whatever People Say I Am, That’s What I’m Not
- 2007: Klaxons – Myths of the Near Future
- 2008: Elbow – The Seldom Seen Kid
- 2009: Speech Debelle – Speech Therapy
- 2010: The xx – xx
- 2011: PJ Harvey – Let England Shake
- 2012: Alt-J – An Awesome Wave
- 2013: James Blake – Overgrown
- 2014: Young Fathers – Dead
- 2015: Benjamin Clementine – At Least for Now
- 2016: Skepta – Konnichiwa
- 2017: Sampha – Process
- 2018: Wolf Alice – Visions of a Life
- 2019: Dave – Psychodrama
- 2020: Michael Kiwanuka – Kiwanuka
- 2021: Arlo Parks – Collapsed in Sunbeams
- 2022: Little Simz – Sometimes I Might Be Introvert
- 2023: Ezra Collective – Where I’m Meant to Be
- 2024: English Teacher –  This Could Be Texas

## Bisherige Nominierungen

### 1992
Barry Adamson – Soul Murder; Jah Wobble – Rising Above Bedlam; The Jesus and Mary Chain – Honey's Dead; Bheki Mseleku – Celebration; Saint Etienne – Foxbase Alpha; Simply Red – Stars; U2 – Achtung Baby; John Tavener & Steven Isserlis – The Protecting Veil; Young Disciples – Road to Freedom

### 1993
Apache Indian – No Reservations; The Auteurs – New Wave; Gavin Bryars – Jesus' Blood Never Failed Me Yet; Dina Carroll – So Close; PJ Harvey – Rid of Me; New Order – Republic; Stereo MCs – Connected; Sting – Ten Summoner’s Tales; Stan Tracey – Portraits Plus

### 1994
Blur – Parklife; Ian McNabb – Head Like a Rock; Shara Nelson – What Silence Knows; Michael Nyman – The Piano Concerto/MGV; The Prodigy – Music for the Jilted Generation; Pulp – His 'n' Hers; Take That – Everything Changes; Therapy? – Troublegum; Paul Weller – Wild Wood

### 1995
Guy Barker – Into the Blue; Elastica – Elastica; PJ Harvey – To Bring You My Love; Leftfield – Leftism; James MacMillan – Seven Last Words from the Cross; Van Morrison – Days Like This; Oasis – Definitely Maybe; Supergrass – I Should Coco; Tricky – Maxinquaye

### 1996
Artists for War Child – Help; Black Grape – It's Great When You're Straight... Yeah; Peter Maxwell Davies/BBC Philharmonic Orchestra – The Beltane Fire / Caroline Mathilde; Manic Street Preachers – Everything Must Go; Mark Morrison – Return of the Mack; Oasis – (What’s the Story) Morning Glory?; Courtney Pine – Modern Day Jazz Stories; Underworld – Second Toughest in the Infants; Norma Waterson – Norma Waterson

### 1997
The Chemical Brothers – Dig Your Own Hole; Beth Orton – Trailer Park; Primal Scream – Vanishing Point; The Prodigy – The Fat of the Land; Radiohead – OK Computer; Spice Girls – Spice; Suede – Coming Up; John Tavener – Svyati; Mark-Anthony Turnage – Your Rockaby

### 1998
4hero – Two Pages; Asian Dub Foundation – Rafi's Revenge; Eliza Carthy – Red Rice; Catatonia – International Velvet; Cornershop – When I Was Born for the 7th Time; Massive Attack – Mezzanine; Propellerheads – Decksandrumsandrockandroll; Pulp – This Is Hardcore; John Surman – Proverbs & Songs; The Verve – Urban Hymns; Robbie Williams – Life thru a Lens

### 1999
Thomas Adès – Asyla; Denys Baptiste – Be Where You Are; Black Star Liner – Bengali Bantam Youth Experience!; Blur – 13; The Chemical Brothers – Surrender; Faithless – Sunday 8PM; Manic Street Preachers – This Is My Truth Tell Me Yours; Beth Orton – Central Reservation; Kate Rusby – Sleepless; Stereophonics – Performance and Cocktails; Underworld – Beaucoup Fish

### 2000
Richard Ashcroft – Alone with Everybody; Coldplay – Parachutes; MJ Cole – Sincere; Death in Vegas – The Contino Sessions; The Delgados – The Great Eastern; Doves – Lost Souls; Helicopter Girl – How to Steal the World; Leftfield – Rhythm and Stealth; Nicholas Maw – Violin Concerto; Nitin Sawhney – Beyond Skin; Kathryn Williams – Little Black Numbers

### 2001
Basement Jaxx – Rooty; Elbow – Asleep in the Back; Goldfrapp – Felt Mountain; Gorillaz – Gorillaz (Die Nominierung wurde auf Wunsch der Band zurückgezogen.); Ed Harcourt – Here Be Monsters; Tom McRae – Tom McRae; Radiohead – Amnesiac; Susheela Raman – Salt Rain; Super Furry Animals – Rings Around the World; Turin Brakes – The Optimist LP; Zero 7 – Simple Things

### 2002
Guy Barker – Soundtrack; The Bees – Sunshine Hit Me; David Bowie – Heathen; The Coral – The Coral; Doves – The Last Broadcast; The Electric Soft Parade – Holes in the Wall; Gemma Hayes – Night on My Side; Beverley Knight – Who I Am; Roots Manuva – Run Come Save Me; Joanna MacGregor – Play; The Streets – Original Pirate Material

### 2003
Athlete – Vehicles & Animals; Eliza Carthy – Anglicana; Coldplay – A Rush of Blood to the Head; The Darkness – Permission to Land; Floetry – Floetic; Soweto Kinch – Conversations with the Unseen; Lemon Jelly – Lost Horizons; The Thrills – So Much for the City; Martina Topley-Bird – Quixotic; Radiohead – Hail to the Thief; Terri Walker – Untitled

### 2004
Basement Jaxx – Kish Kash; Belle & Sebastian – Dear Catastrophe Waitress; Jamelia – Thank You; Keane – Hopes and Fears; Snow Patrol – Final Straw; Joss Stone – The Soul Sessions; The Streets – A Grand Don't Come for Free; Ty – Upwards; Amy Winehouse – Frank; Robert Wyatt – Cuckooland; The Zutons – Who Killed...... The Zutons?

### 2005
Bloc Party – Silent Alarm; Coldplay – X&Y; Hard-Fi – Stars of CCTV; Kaiser Chiefs – Employment; KT Tunstall – Eye to the Telescope; M.I.A. – Arular; Maxïmo Park – A Certain Trigger; Polar Bear – Held on the Tips of Fingers; Seth Lakeman – Kitty Jay; The Go! Team – Thunder, Lightning, Strike; The Magic Numbers – The Magic Numbers

### 2006
Isobel Campbell & Mark Lanegan – Ballad of the Broken Seas; Editors – The Back Room; Guillemots – Through the Windowpane; Richard Hawley – Coles Corner; Hot Chip – The Warning; Muse – Black Holes and Revelations; Zoe Rahman – Melting Pot; Lou Rhodes – Beloved One; Scritti Politti – White Bread Black Beer; Sway – This Is My Demo; Thom Yorke – The Eraser

### 2007
Arctic Monkeys – Favourite Worst Nightmare; Basquiat Strings mit Seb Rochford – Basquiat Strings; Bat for Lashes – Fur and Gold; Dizzee Rascal – Maths + English; Maps – We Can Create; New Young Pony Club – Fantastic Playroom; Fionn Regan – The End of History; Jamie T – Panic Prevention; The View – Hats Off to the Buskers; Amy Winehouse – Back to Black; Young Knives – Voices of Animals and Men

### 2008
Adele – 19; British Sea Power – Do You Like Rock Music?; Burial – Untrue; Estelle – Shine; The Last Shadow Puppets – The Age of the Understatement; Laura Marling – Alas, I Cannot Swim; Neon Neon – Stainless Style; Robert Plant & Alison Krauss – Raising Sand; Portico Quartet – Knee Deep in the North Sea; Radiohead – In Rainbows; Rachel Unthank and the Winterset – The Bairns

### 2009
Bat for Lashes – Two Suns; Florence + the Machine – Lungs; Friendly Fires – Friendly Fires; Glasvegas – Glasvegas; Lisa Hannigan – Sea Sew; The Horrors – Primary Colours; The Invisible – The Invisible; Kasabian – West Ryder Pauper Lunatic Asylum; La Roux – La Roux; Led Bib – Sensible Shoes; Sweet Billy Pilgrim – Twice Born Men

### 2010
Biffy Clyro – Only Revolutions; Corinne Bailey Rae – The Sea; Dizzee Rascal – Tongue n' Cheek; Foals – Total Life Forever; I Am Kloot – Sky at Night; Kit Downes Trio – Golden; Laura Marling – I Speak Because I Can; Mumford & Sons – Sigh No More; Paul Weller – Wake Up the Nation; Villagers – Becoming a Jackal; Wild Beasts – Two Dancers

### 2011
Adele – 21; Anna Calvi – Anna Calvi; Elbow – Build a Rocket Boys!; Everything Everything – Man Alive; Ghostpoet – Peanut Butter Blues & Melancholy Jam; Gwilym Simcock – Good Days at Schloss Elmau; James Blake – James Blake; Katy B – On a Mission; King Creosote & Jon Hopkins – Diamond Mine; Metronomy – The English Riviera; Tinie Tempah – Disc-Overy

### 2012
Ben Howard – Every Kingdom; Django Django – Django Django; Field Music – Plumb; Richard Hawley – Standing at the Sky's Edge; Michael Kiwanuka – Home Again; Lianne La Havas – Is Your Love Big Enough?; Sam Lee – Ground of its Own; The Maccabees – Given to the Wild; Plan B – ill Manors; Roller Trio – Roller Trio; Jessie Ware – Devotion

### 2013
Arctic Monkeys – AM; David Bowie – The Next Day; Disclosure – Settle; Foals – Holy Fire; Jake Bugg – Jake Bugg; Jon Hopkins – Immunity; Laura Marling – Once I Was an Eagle; Laura Mvula – Sing to the Moon; Rudimental – Home; Savages – Silence Yourself; Villagers – {Awayland}

### 2014
Anna Calvi – One Breath; Bombay Bicycle Club – So Long, See You Tomorrow; Damon Albarn – Everyday Robots; East India Youth – Total Strife Forever; FKA Twigs – LP1; GoGo Penguin – v2.0; Jungle – Jungle; Kate Tempest – Everybody Down; Nick Mulvey – First Mind; Polar Bear – In Each and Every One; Royal Blood – Royal Blood

### 2015
Aphex Twin – Syro; Gaz Coombes – Matador; C Duncan – Architect; Eska – Eska; Florence + the Machine – How Big How Blue How Beautiful; Ghostpoet – Shedding Skin; Jamie xx – In Colour; Róisín Murphy – Hairless Toys; Slaves – Are You Satisfied?; Soak – Before We Forgot How to Dream; Wolf Alice – My Love Is Cool

### 2016
Anohni – Hopelessness; Bat for Lashes – The Bride; David Bowie – Blackstar; Jamie Woon – Making Time; Kano – Made in the Manor; Laura Mvula – The Dreaming Room; Michael Kiwanuka – Love & Hate; Radiohead – A Moon Shaped Pool; Savages – Adore Life; The 1975 – I Like It When You Sleep, for You Are So Beautiful yet So Unaware of It; The Comet Is Coming – Channel the Spirits

### 2017
Alt-J – Relaxer; Blossoms – Blossoms; Dinosaur – Together, As One; Ed Sheeran – ÷; Glass Animals – How to Be a Human Being; J Hus – Common Sense; Kate Tempest – Let Them Eat Chaos; Loyle Carner – Yesterday's Gone; Stormzy – Gang Signs & Prayer; The Big Moon – Love in the 4th Dimension; The xx – I See You

### 2018
Arctic Monkeys – Tranquility Base Hotel & Casino; Everything Everything – A Fever Dream; Everything Is Recorded – Everything Is Recorded; Florence + the Machine – High as Hope; Jorja Smith – Lost & Found; King Krule – The Ooz; Lily Allen – No Shame; Nadine Shah – Holiday Destination; Noel Gallagher’s High Flying Birds – Who Built the Moon?; Novelist – Novelist Guy; Sons of Kemet – Your Queen Is a Reptile

### 2019
Anna Calvi – Hunter; Black Midi – Schlagenheim; Cate Le Bon – Reward; Foals – Everything Not Saved Will Be Lost – Part 1; Fontaines D. C. – Dogrel; IDLES – Joy as an Act of Resistance; Little Simz – Grey Area; NAO – Saturn; SEED Ensemble – Driftglass; slowthai – Nothing Great About Britain; The 1975 – A Brief Inquiry into Online Relationships

### 2020
Anna Meredith – Fibs; Charli XCX – How I'm Feeling Now; Dua Lipa – Future Nostalgia; Georgia – Seeking Thrills; Kano – Hoodies All Summer; Lanterns on the Lake – Spook the Herd; Laura Marling – Song for Our Daughter; Moses Boyd – Dark Matter; Porridge Radio – Every Bad; Sports Team – Deep Down Happy; Stormzy – Heavy Is the Head

### 2021
Berwyn – Demotape/Vega; Black Country, New Road – For the First Time; Celeste – Not Your Muse; Floating Points, Pharoah Sanders and the London Symphony Orchestra – Promises; Ghetts – Conflict of Interest; Hannah Peel – Fir Wave; Laura Mvula – Pink Noise; Mogwai – As the Love Continues; Nubya Garcia – Source; Sault – Untitled (Rise); Wolf Alice – Blue Weekend

### 2022
Fergus McCreadie – Forest Floor; Gwenno – Tresor; Harry Styles – Harry's House; Jessie Buckley & Bernard Butler – For All Our Days That Tear the Heart; Joy Crookes – Skin; Kojey Radical – Reason to Smile; Nova Twins – Supernova; Sam Fender – Seventeen Going Under; Self Esteem – Prioritise Pleasure; Wet Leg – Wet Leg; Yard Act – The Overload

### 2023
Arctic Monkeys – The Car; Fred Again – Actual Life 3 (January 1 – September 9 2022); J Hus – Beautiful and Brutal Yard; Jessie Ware – That! Feels Good!; Jockstrap – I Love You Jennifer B; Lankum – False Lankum; Loyle Carner – Hugo; Olivia Dean – Messy; Raye – My 21st Century Blues; Shygirl – Nymph; Young Fathers – Heavy Heavy

### 2024
Barry Can’t Swim – When Will We Land?; Berwyn – Who Am I; Beth Gibbons – Lives Outgrown; Cat Burns – Early Twenties; Charli xcx – Brat; CMAT – Crazymad, for Me; Corinne Bailey Rae – Black Rainbows; corto.alto – Bad with Names; Ghetts – On Purpose, with Purpose; Nia Archives – Silence Is Loud; The Last Dinner Party – Prelude to Ecstasy